# Donacaula unipunctellus
Donacaula unipunctellus là một loài bướm đêm trong họ Crambidae.